# 阿图尔·卢策

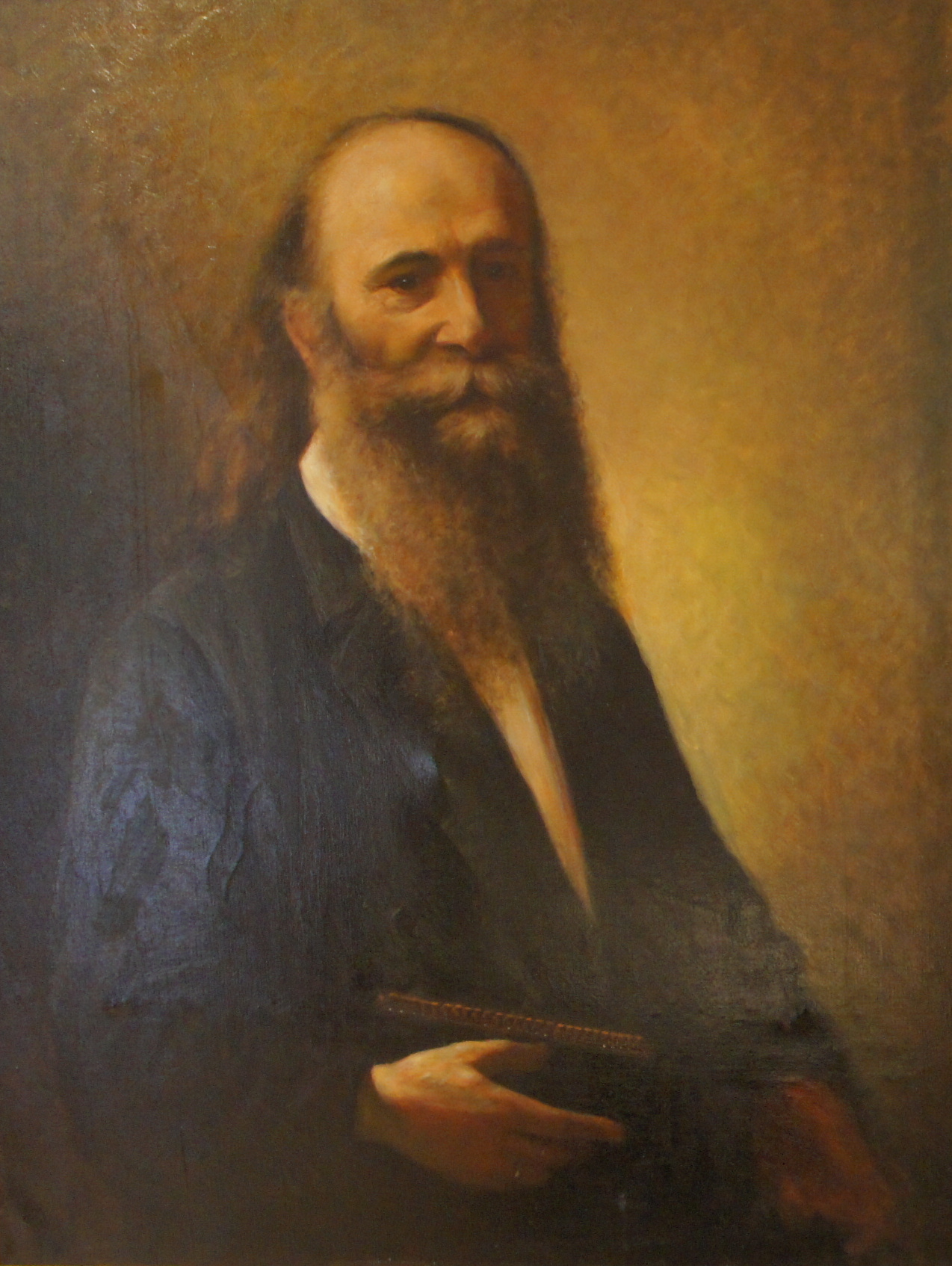
阿图尔·卢策，1860年左右

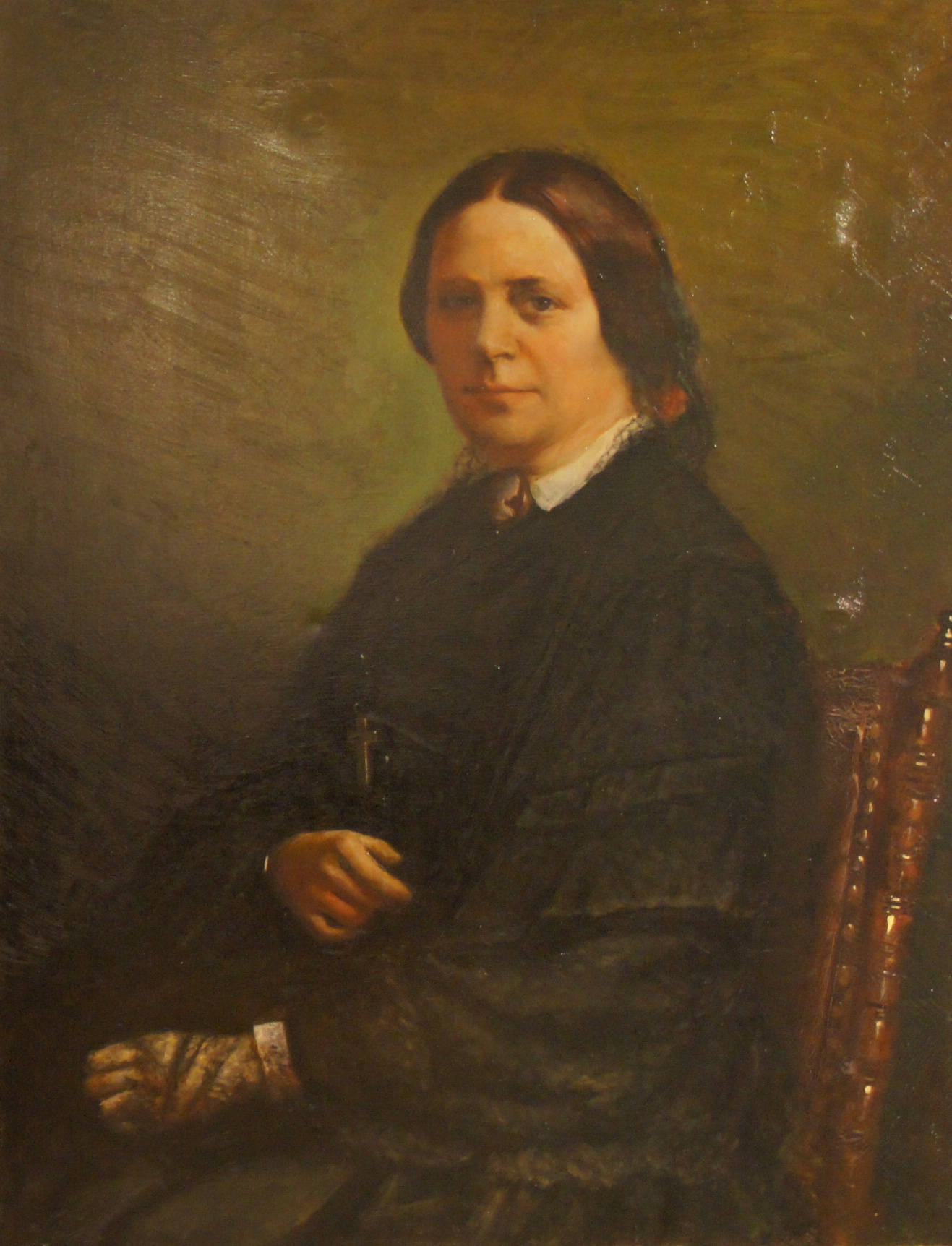
妻子欧根尼娅·奥古斯特·卢策（Eugenia Auguste Lutze，1823-1900）

阿图尔·卢策（德語：Arthur Lutze，1813年6月1日—1870年4月11日），德国另类疗法医师。 

## 纪念
1897年12月15日，由雕塑家海因里希·波尔曼（Heinrich Pohlmann，1839-1917）的建造的卢策-哈内曼纪念碑（Lutze-Hahnemann-Denkmal）落成。纪念碑位于克滕的卢策医院旧址（Lutze-Klinik）对面的宫殿公园（Schlosspark）内。